# Murg (Alto Rin)
Murg es un municipio alemán en el distrito de Waldshut, Baden-Wurtemberg. Barrios de Murg son Hänner, Niederhof y Oberhof.

## Puntos de interés
- Museo local (Heimatmuseum)[3]
- Zona de protección del paisaje Thimos de 56 ha[4]
- Capilla sobre el Monte del Calvario (Kalvarienbergkapelle), construida en 1887[5]
- Gruta de Lourdes al pie del Monte del Calvario[6]